# Szürkecsíkos ökörszem
A szürkecsíkos ökörszem (Campylorhynchus megalopterus) a madarak osztályának verébalakúak (Passeriformes) rendjébe és az ökörszemfélék (Troglodytidae) családjába tartozó faj.

## Rendszerezése
A fajt Frédéric de Lafresnaye francia ornitológus írta le 1845-ben.

## Alfajai
- Campylorhynchus megalopterus megalopterus (Lafresnaye, 1845) - közép-Mexikó
- Campylorhynchus megalopterus nelsoni (Ridgway, 1903) - közép-Mexikó déli része [2]

## Előfordulása
Mexikó területén honos. Természetes élőhelyei a szubtrópusi vagy trópusi hegyi esőerdők. Állandó, nem vonuló faj.

## Megjelenése
Testhossza 20 centiméter.

## Természetvédelmi helyzete
Az elterjedési területe nagyon nagy, egyedszáma pedig stabil. A Természetvédelmi Világszövetség Vörös listáján nem fenyegetett fajként szerepel.